# GBニュース
GBニュース（GB News）は、イギリスの無料放送の意見重視のニューステレビ・ラジオチャンネル。このチャンネルは、Freeview、Freesat、Sky、YouView、ヴァージン・メディアで、またインターネット経由ではSamsung TV PlusとYouTubeで視聴できる。DAB+ラジオでは、音声同時放送も利用できる。
2020年9月に発表され、ロンドンのパディントン・ベイシンのスタジオから2021年6月にスタートしたGBニュースは、1989年のSky Newsの開局以来、イギリス初のテレビニュース新興企業となった。報道と意見ベースのコンテンツを組み合わせた、「独自のニュース、意見、議論」を放送することを目的として設立された。政治問題に関しては右寄りであると言われている。ヘッジファンドマネージャーのサー・ポール・マーシャルと投資会社レガタムが共同所有しており、ロンドンに本社を置く持株会社オール・パースペクティブズ・リミテッド（All Perspectives Ltd）の傘下にある。2022年8月現在、オール・パースペクティブズ・リミテッドは3人の主要株主によって支配されており、全員がクリストファー・チャンドラーのドバイに拠点を置く投資会社レガタムに勤務している。GBニュースのCEOは、元Sky News Australiaの経営者であるアンジェロス・フランゴプロス（Angelos Frangopoulos）である。
初代会長は、2020年にBBCを退社し、このチャンネルを立ち上げ、プライムタイムの夕方番組を務めたアンドリュー・ニールである。ニールは僅か9番組のプレゼンターを務め、正式な開局から3ヶ月後の2021年9月13日にこのチャンネルでの役割を辞任した。このチャンネルの番組のホストには、ナイジェル・ファラージ、イーモン・ホームズ、マイケル・ポーティージョ、ジェイコブ・リース＝モグ、マーク・ドーラン、カミラ・トミニーが含まれ、ボリス・ジョンソンもチームに加わる。
何度かOfcomの基準に違反していたことが判明しており、2023年11月12日の時点で、例外的な状況を除き、政治家はニュースリーダー、記者、またはインタビュアーとして行動すべきではないという規則に違反する可能性のあるケースを含む、Ofcomの正当な公平性ルールの遵守に関して14件の調査の対象となっていた。同年11月、Ofcom会長のマイケル・グレードはBBCの『サンデー・ウィズ・ローラ・クエンスバーグ』で、規制当局は「放送局やライセンシーに対し、誰を雇用できるか、誰を雇用できないかを伝える仕事には携わりたくない」と語った。

## 歴史
Template:For timeline

### 設立
オール・パースペクティブズ・リミテッドは、2019年9月にGBニュースの持株会社として設立され、2020年1月にOfcomから放送ライセンスを付与された。GBニュースは、リバティ・グローバルの会長であるジョン・C・マローンの関係者である2人の幹部、アンドリュー・コール（Andrew Cole）とマーク・シュナイダー（Mark Schneider）によって設立された。コールとシュナイダーは、後援者のサー・ポール・マーシャルとレガタムが自社株を買い取ったため、2022年8月までに取締役を辞任した。

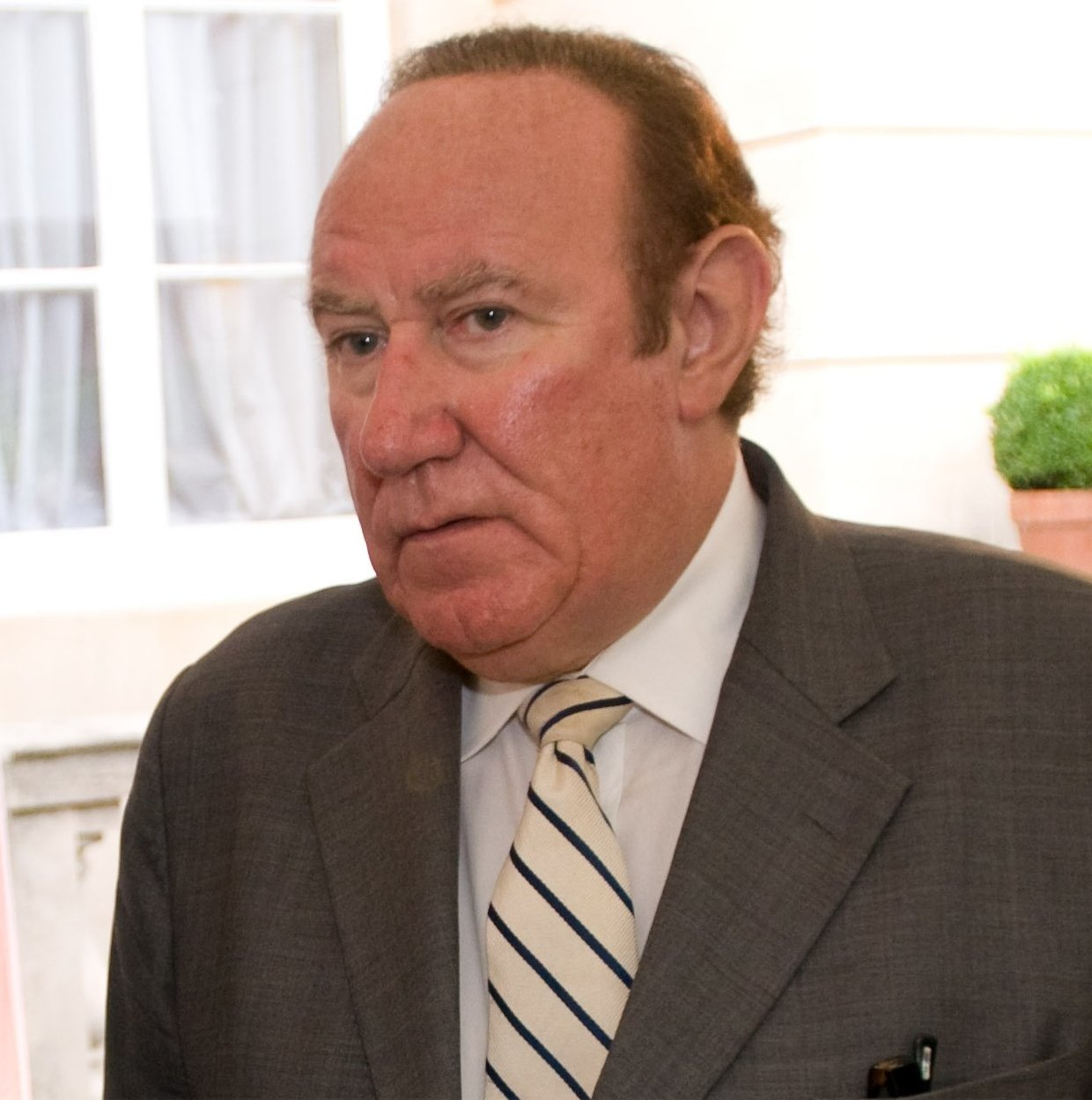
チャンネルの立ち上げ準備段階での元GBニュース会長兼プレゼンターのアンドリュー・ニールの顔

2020年9月25日、BBCで25年間にわたり政治番組のプレゼンターを務めたアンドリュー・ニールが、2020年アメリカ合衆国大統領選挙の報道を率いた後、同社を退社すると発表された。ニールは、自身の番組『アンドリュー・ニール・ショー』が打ち切りになった後も、新たな形式でBBCの仕事を継続する方向で協議を続けてきたが、これらの会談は「実現しなかった」ため、新しいテレビニュースチャンネルの会長職を受け入れたという。同じ日に、来年初めに開始予定の同チャンネルのプライムタイムの夜番組のプレゼンターとして発表された。ニールは声明の中で、GBニュースは「ロンドン地域に住む人々だけでなくイギリスの全ての人に影響を与える問題について、しっかりとしたバランスの取れた議論と幅広い視点を支持する」ものであり、「十分なサービスを受けておらず、メディアの声を聞いてもらえないと感じている膨大な数のイギリス人」の市場における認識されたギャップについて取り組んでいると述べた。
2020年12月、ヘッジファンドマネージャーのポール・マーシャルが1,000万ポンドを投資する交渉を行っていた。2021年1月6日、GBニュースは6,000万ポンドの募金目標を達成したが、申し込みが超過したと発表した。6,000万ポンドの大部分は、ドバイに本拠を置く投資会社レガタム、個人の能力に投資していると述べたマーシャル、アメリカの多国籍企業ディスカバリーからのもので、同社の株式は6,000万ポンドの追加資本注入の一環として2022年8月に他の支援者によって買収された。
開局に先立ち、ジャーナリスト120人を含むスタッフ140人を採用し、「ストリーミング、ビデオオンデマンド、音声サービス」も開始すると発表した。それ以来、CEOのアンジェロス・フランゴプロスは、このチャンネルが200人以上のジャーナリストを雇用したと報告した。
採用活動は2021年1月25日に始まった。採用活動で発表された最初のプレゼンターとジャーナリストは、ダン・ウートン、コリン・ブレイジャー、ダレン・マカフリー（Darren McCaffrey）、トム・ハーウッド、ミシェル・デューベリー、イナヤ・フォラリン・イマン、アレックス・フィリップスだった。ピアーズ・モーガンが同年3月9日に『グッド・モーニング・ブリテン』を降板したことを受け、ニールは代わりにモーガンがGBニュースに加わることに興味を示した。後に、「彼（モーガン）は自分の価値について彼なりの考えを持っているが、私たち（GBニュース）は彼の価値について少し異なる考えを持っている」として、意見の相違によって交渉が影響を受けたと語った。その後、開局前にチャンネルへの参加が発表されたスタッフは、リアム・ハリガン、アンドリュー・ドイル、ロージー・ライト（Rosie Wright）、サイモン・マッコイ、カースティ・ギャラッシャー、アラステア・スチュワート、ニール・オリバー、グロリア・デ・ピエロ、マーシー・ムロキ、イザベル・ウェブスターであった。
2021年5月31日までの期間、オール・パースペクティブズ・リミテッドは270万ポンドの損失を出した。

### 開局
英国夏時間（BST）2021年6月13日20:00に放送を開始した。
ニールは「我々はイギリス人であることを誇りに思っている。そのヒントは名前にある」と言ってチャンネルを立ち上げ、初日の夜の後、自身の番組が「Sky NewsとBBCニュースチャンネルを合わせたものよりも高評価だった」ことに「歓喜した」と言われている。

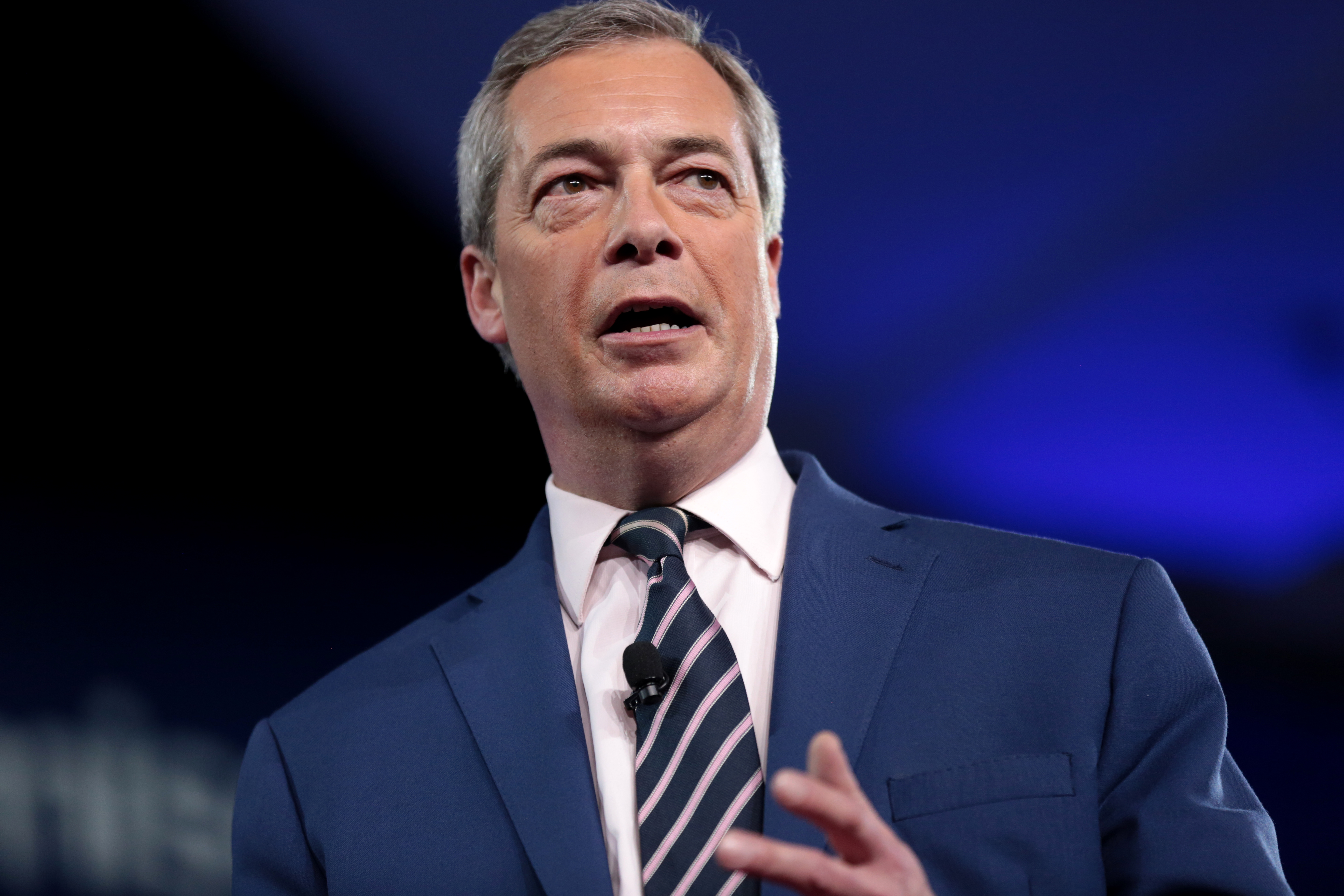
UKIP・ブレグジット党の元党首ナイジェル・ファラージがGBニュースのプライムタイム番組に出演

同年6月20日、ナイジェル・ファラージとデヘナ・デイビソンが日曜朝の政治討論番組『ザ・ポリティカル・コレクション（The Political Correction）』のホストとしてGBニュースに加わった。
ニールは、チャンネル開始から2週間も経たない6月24日に、チャンネルでの出演を休止した。
7月に「ガーディアン」紙は、元Sky Newsとユーロニュースのニュース・番組ディレクター、ジョン・マクアンドリュー（John McAndrew）がその職を辞任したと報じた。元CNN、ITV、Sky Newsのシニアエグゼクティブプロデューサー、ギル・ペンリントン（Gill Penlington）も7月上旬にチャンネルを退社した。7月17日、既に貢献プレゼンターとして活躍しているナイジェル・ファラージが、7月19日からプライムタイムの夜の番組『ファラージ（Farage）』のホストを務めることが発表された。同月後半、マーク・ドーランがチャンネルに加わった。翌月、Talkradioのパトリック・クリスティーズが加わり、マーシー・ムロキと共に平日朝に『トゥ・ザ・ポイント（To the Point）』のプレゼンターを務めた。番組は『ブレイジャー&ムロキ（Brazier & Muroki）』に代わった。
8月10日、『ザ・ブリーフィング:AM・ウィズ・トム・ハーウッド（The Briefing: AM with Tom Harwood）』、『ザ・ブリーフィング:ランチタイム・ウィズ・グロリア・デ・ピエロ（The Briefing: Lunchtime with Gloria De Piero）』、『ザ・ブリーフィング:PM・ウィズ・ダレン・マキャフリー（The Briefing: PM with Darren McCaffrey）』、『ザ・ブリーフィング:PMQs（The Briefing: PMQs）』の4つの政治番組を数週間以内に開始すると発表した。翌月、政治ジャーナリストのイザベル・オークショットが毎週の番組のホストとして参加した。
ニールは9月初旬に復帰すると予想されていたが、復帰が延期されたと複数のニュースソースが報じており、一部ではこの延期が無期限になるのではないかとの憶測も流れていた。9月13日、ニールは会長を辞任し、今後はチャンネルに出演しないと発表した。同月下旬、BBCの『クエスチョン・タイム』で、ジャーナリズムへのアプローチをめぐる論争のせいで、自分は同局の理事会の「少数派」になったと語った。代わりにコリン・ブレイジャーがホストを務め、「ザ・テレグラフ」紙は「右傾化による反撃」と表現した。ニールは400万ポンド相当の契約を結んでいたが、GBニュースを辞めた理由にはストレスも含まれていた。2021年11月、ニールはチャンネルを率いるという決断を自身のキャリアの中で「唯一最大の間違い」と呼んだ。

### アンドリュー・ニール以降の時代

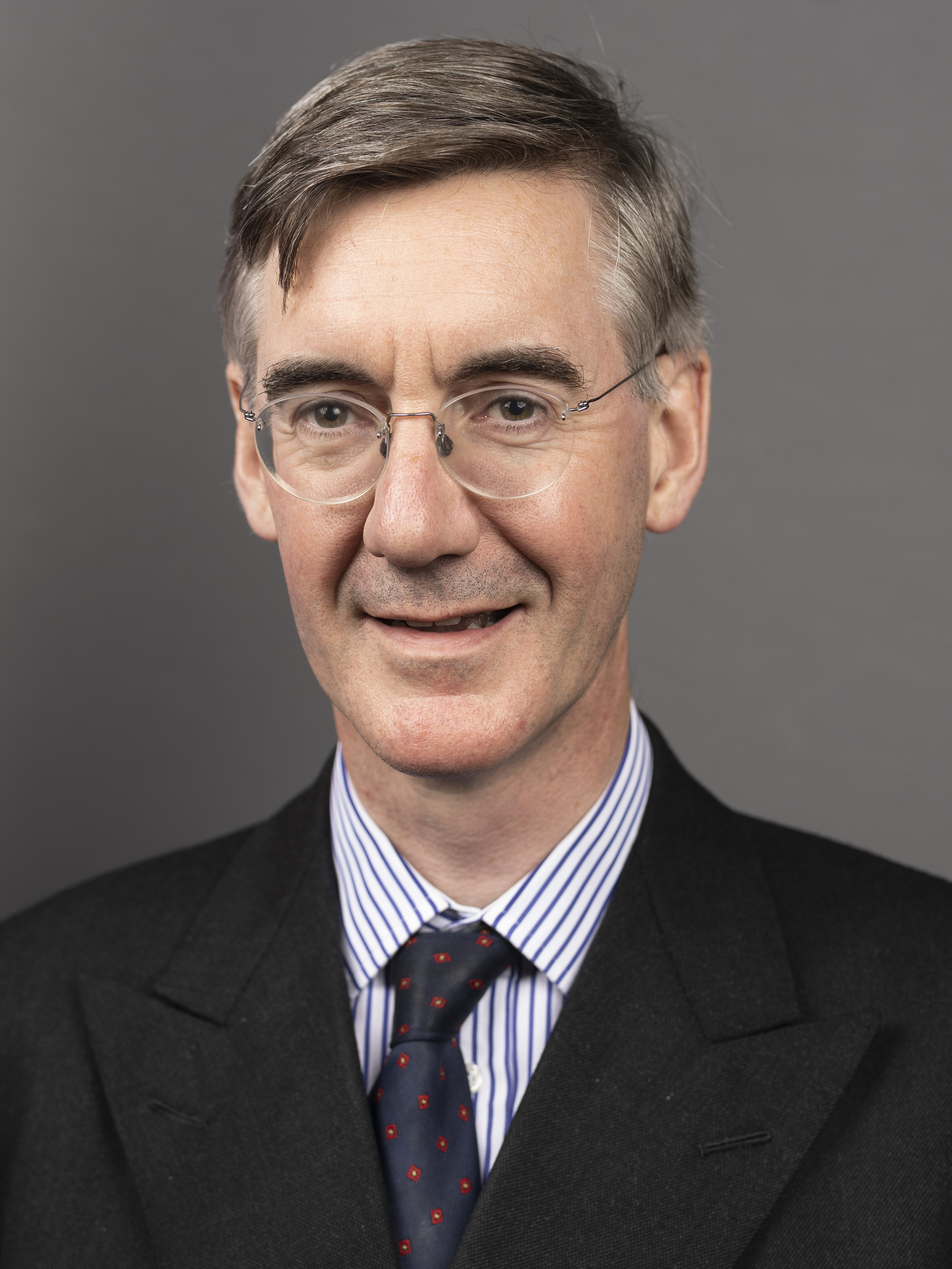
ジェイコブ・リース＝モグは、2023年にチャンネルに参加する注目のプレゼンターの1人だった

10月、ライバルのTalkTVの開局発表に続き、GBニュースは30分間ニュース放送を導入し、「サンデー・エクスプレス」編集者のミック・ブッカー（Mick Booker）が編集ディレクターとして加わった。
2021年後半、イーモン・ホームズとイザベル・ウェブスターが月曜日から木曜日の朝の情報番組『ブレックファスト・ウィズ・イーモン・アンド・イザベル（Breakfast with Eamonn and Isabel）』を放送することが発表された。スティーブン・ディクソンとアン・ダイアモンドは金曜日から日曜日まで同番組のプレゼンターを務めていた。2022年1月、毎日生番組の開始時に「女王陛下万歳」を流すと発表した。
カミラ・トミニー、マイケル・ポーティージョ、アンドリュー・ピアースが同年8月の新しいプレゼンターとして発表された。また、AT&Tのワーナーメディアとディスカバリーの合併後、チャンネルの初期にディスカバリーが最初に取得した株式は、新興メディアグループのワーナー・ブラザース・ディスカバリーによって売りに出された。ディスカバリーの株式25%は800万ポンドで売却され、評価額は3,200万ポンドとなり、2021年の評価額のほぼ半分となった。

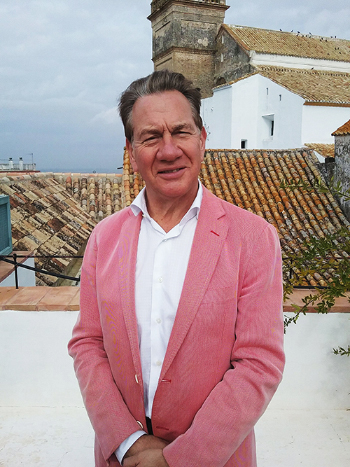
マイケル・ポーティージョは、政治、文化、芸術に関する番組のホストを務める

2022年9月初旬、午後の番組変更の一環として、プレゼンターのコリン・ブレイジャーとアレックス・フィリップスがチャンネルを降板したことが発表された。 エリザベス女王の死去から数日後、全ての通常番組が停止され、チャンネルには広告が表示されず、アラステア・スチュワート、ダン・ウートン、ナイジェル・ファラージ、マーク・ロングハースト、パトリック・クリスティーズが女王の死とチャールズ3世の即位に関する報道の殆どを担当した。
同年9月、小説家でITVとチャンネル4の元デイタイム部門責任者であるヘレン・ワーナー（Helen Warner）がGBニュースのテレビ部門責任者に任命された。ワーナーは4ヶ月後の2023年1月に退社した。
10月、俳優でコメディアンのジョン・クリーズが2023年に自身の番組を放送することが発表された。同年、保守党貴族院議員ヘレナ・モリッシーが親会社のオール・パースペクティブズの取締役に就任した。
平日の番組『トゥ・ザ・ポイント』の打ち切りを受けて、2022年11月にビバリー・ターナーは自身の番組『ビブ・ターナー・トゥデイ（Bev Turner Today）』のホストを務め始めた。ターナーは既にチャンネルの代役プレゼンターを務めていた。
2023年1月、保守党のサマセット州北東部選出議員で元EU離脱機会担当大臣のジェイコブ・リース＝モグがプレゼンターとして加わると発表した。ACOBAはリース＝モグの任命を知らされ、チャンネルにおける彼の役割には多くの条件が課せられることを明らかにした。5人目の保守党議員リー・アンダーソンが同年3月にチャンネルのホストラインナップに加わることが発表された。
Ofcomは、GBニュースが誤った情報に関して複数の機会で基準に違反していることを発見した。GBニュースの放送初年度、2022年5月終了の会計年度中に、3,070万ポンドの損失を出した。スチュワートは2023年にレギュラープレゼンターを引退した。
同年7月、リー・アンダーソンと自身の番組のために作成されたプロモーションビデオに関して、基準担当議会委員によって調査が開始された。
8月、「バイライン・タイムズ」は、GBニュースが「最高経営責任者のアンジェロス・フランゴプロスに対するセクハラ行為が告発された5桁規模の雇用訴訟で和解し、他の2人のジャーナリストが提起した深刻な人種差別といじめ疑惑をさらなる報酬と口止め協定で黙らせた」と明らかにした。
10月、保守党の政治家で元首相のボリス・ジョンソンがプレゼンターとして加わることが発表された。同じGBニュース次期プレゼンターのジョン・クリーズはジョンソンの任命について「GBニュースがこの証明されたシリアルライアー（連続嘘つき）に独自の番組を与えるとは信じられない」とコメントした。
11月、チャンネルの所有権がナイジェル・ファラージ、アーリーン・フォスター、イーモン・ホームズ、ジェイコブ・リース＝モグ、ニール・オリバー、カミラ・トミニー、ダン・ウートンなどのネットワークのプレゼンターの一部を含む多数の人々に譲渡されたことが明らかになった。ローレンス・フォックスにも株が与えられていたが、退任に伴い取り消された。保守党の元財務官マイケル・ファーマーは株式を増やし、一方マイケル・スペンサーは株式を売却した。
同年、ジェイコブ・リース＝モグの番組に定期的に出演していた元チャンネル4ジャーナリストのマイケル・クリックがニール・オリバーの番組に出演し、言論の自由について議論した。クリックは出演中に、Ofcomは政治的に偏ったチャンネルを規制すべきだと述べ、「私は非常に長い間、テレビ界の偏見と戦ってきた。それが『チャンネル4ニュース』を辞めた理由の1つ。左翼の偏向があると思ったから。Ofcomは最も弱いものの1つだと思う。地球上の機関はあなたたちをしっかりと把握する必要がある。保守党議員が、保守党議員の後に、さらに保守党議員の後に、ブレグジット党の2人の指導者が（司会者として）いて、労働党の議員が殆どいないというのは馬鹿げている。あなたたちは右翼チャンネルであり、この国のルールは非常に明確だ」と述べた。発言後、チャンネルがコマーシャルブレークに入ったため、クリックは突然番組とスタジオから外された。番組の放送が再開された時、オリバーは「起こった一連の出来事にとてもがっかりした。検閲についての大人同士の会話で私が一番見たくないのは、他の人によって会話が突然終了されることだ。その会話は結論まで進むべきだったと思う。それが私自身の状況であり、私は検閲を支持しない」と語った。その後の議論で、この状況を「検閲されている検閲についての議論」と特徴づけた。クリックは後にGBニュースを「右翼のプロパガンダチャンネル」と表現した。

## 放送

### テレビ

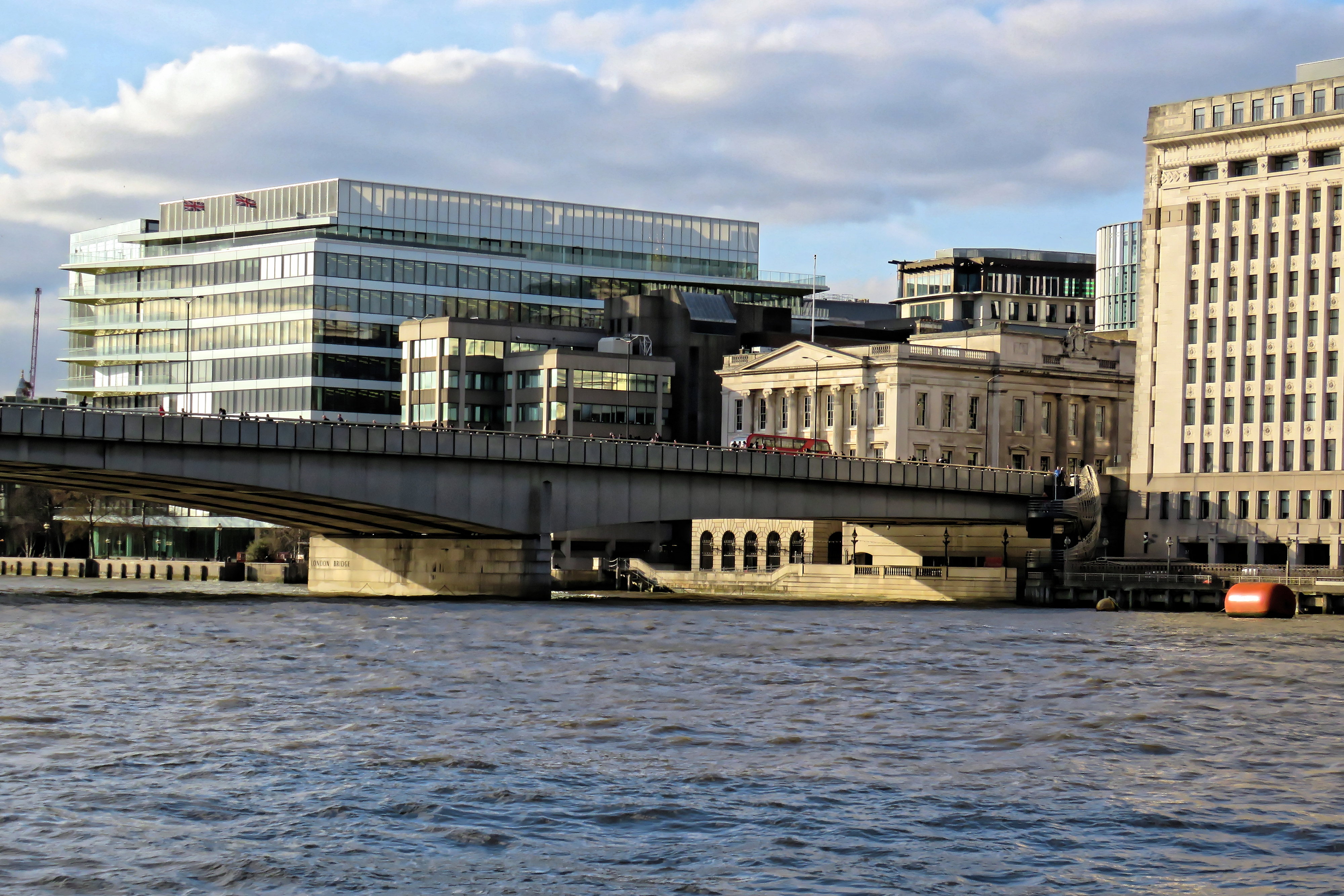
GBニュースの本社であるリバーバンク・ハウス（左の写真の建物）は、パディントンのスタジオとは別の場所にある

GBニュースのオフィス本部はロンドンのリバーバンク・ハウス（Riverbank House）にあり、スタジオは市内のパディントン・ベイシンエリアにあるザ・ポイント（The Point）ビルにある。その後、ウェストミンスターと国会議事堂を望むアルバート・エンバンクメントのスタジオからも放送を開始した。2023年、GBニュースはウェストミンスターの別の場所に拡大していることを認めた。2023年8月28日に新しい場所から放送を開始し、その後QE2センター（QE2 Centre）の旧Sky Newsウェストミンスタースタジオにある新しい複合施設から番組全体を放送した。
GBニュースは約120名のジャーナリスト、コメディアン、プレゼンターを雇用している。現在、現職国会議員の何人かがプレゼンターとして雇用されており、その中には最近前ジョンソン内閣・トラス内閣で役職に就いた人も含まれている。Ofcomの規則では、議員はプレゼンターになることはできるが、ニュースリーダーとして起用することはできないと規定されている。
地上デジタルテレビでは標準解像度で、アストラ2F衛星からは高解像度で送信される。送信は、Freeview、YouView、Freesat（チャンネル216 HD）、Sky、ヴァージン・メディアプラットフォームで利用できる。iOS及びAndroidのモバイルデバイス用のGBニュースアプリケーションでもライブで利用できる。レッド・ビー・メディアは、チャンネルの開局以来、GBニュースの再生サービスを提供してきた。
2023年3月、外国人読者の獲得を目的として、トップレベルドメインを「.uk」から「.com」に変更した。
BARBによると、同年8月時点で、特定月間視聴者数は合計2,786,000人（共有とストリーミングを含む）で、1日の平均視聴時間はほぼ1分だった。
10月、ウェールズ・セネッズの内部テレビシステムから禁止され、同議長の報道官はGBニュースが「意図的に攻撃的であり、公の議論を侮辱し、議会の価値観に反している」と主張した。

### ラジオ
テレビチャンネルの開局に続き、2021年7月に、デジタル・ワンデジタルラジオ多重で全国的な24時間ラジオ局「GBニュースラジオ（GB News Radio）」を開始する意向を発表した。このラジオ局は、別個の制作ではなく、テレビ放送されたチャンネルの音声同時放送であり、同年12月にテスト送信を開始した。2022年1月4日にテレビの朝の情報番組が始まったとき、イーモン・ホームズとイザベル・ウェブスターが最初に同時放送で聞かれた。
RAJARはラジオ視聴者に関する四半期統計を発行している。GBニュースの週間視聴者数は317,000人で、2023年6月の視聴率は0.2%だった:q. 6月23日まで。2023年の第3四半期末までに、その数は398,000人に増加した。

## 番組

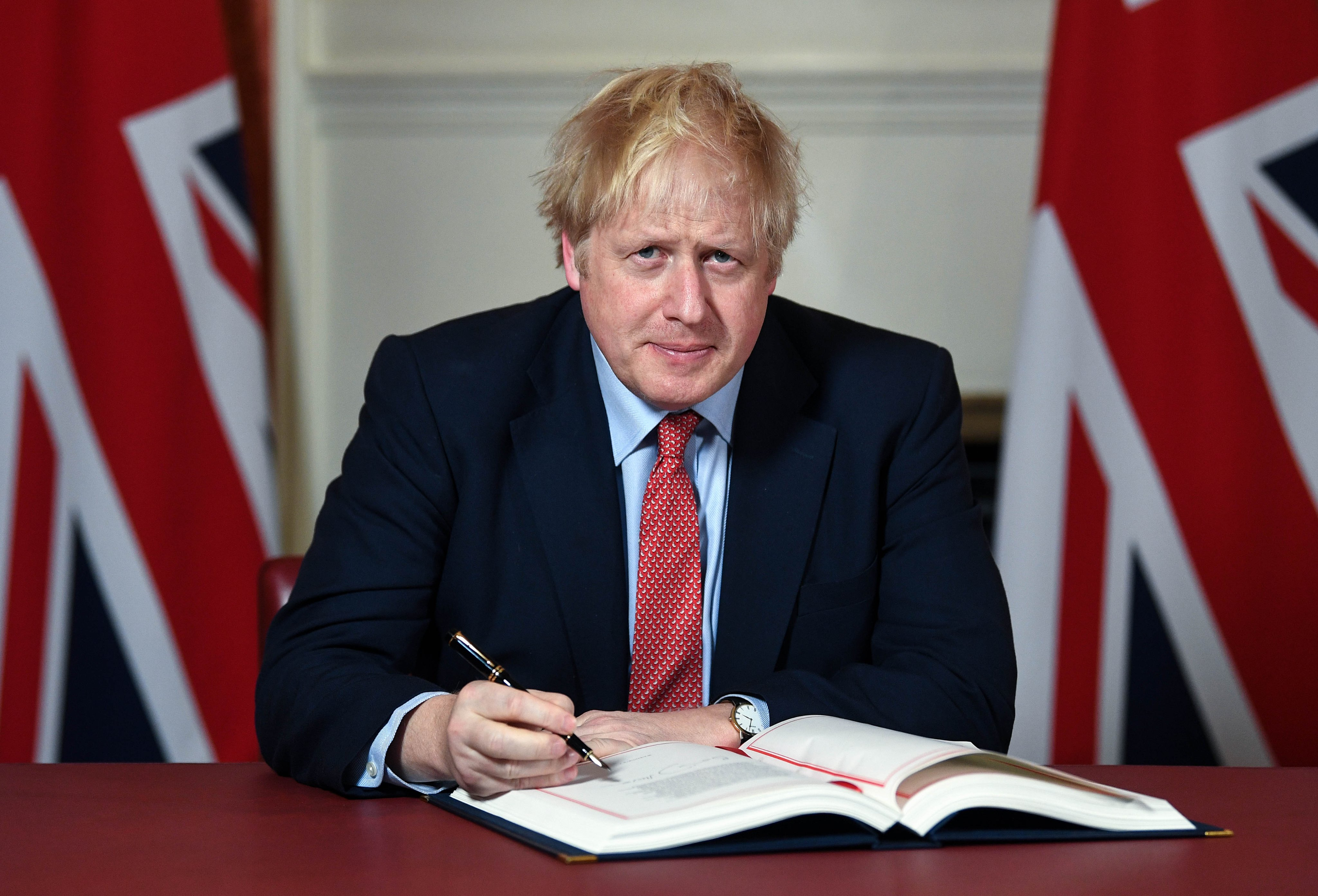
元首相のボリス・ジョンソンは、2023年にこのチャンネルで発表される注目のプレゼンターとなる

ニールは2021年1月、GBニュースが「イギリス、北アイルランド、アイルランド共和国のニュースに対する新鮮なアプローチ」になると述べた。年間6,500時間の「独自のニュース、意見、討論」を放送する予定で、120人のジャーナリストを雇用した。ニールは、GBニュースはローリングニュースを提供しないが、MSNBCやFOXニュースのようなアメリカの一部のネットワークと同様に、毎日を「非常に強力なプレゼンターを中心に構築された個別の番組、ニュースベースの番組」に分割すると述べた。「見る約束」となるような番組の提供を目指すと述べた。最高経営責任者（CEO）のアンジェロス・フランゴプロスは、Ofcomが管理する「規制環境について全く異なる見方」をするニュース報道と意見が「混合」されたものになるだろうと付け加えた。次々とニュースを提供する代わりに、チャンネルはニュース、分析、意見、議論を組み合わせたものになる。
開局5ヶ月前、BBCニュースのメディア編集長アモル・ラジャンは、GBニュースはイギリスで初めて明確な政治的方向性を持って開設されるだろうと述べた。他の予想家もこのチャンネルは右寄りすると述べており、「フィナンシャル・タイムズ」、「ガーディアン」、「シティA.M.」はFOXニュースに似たものになると予想していた。「ニューヨーク・タイムズ」の中でニールは、「形式とスタイルという点では、MSNBCとFOXが我々が従うべき2つのテンプレートだと思う」と述べたと伝えられている。ニールはまた、「イブニング・スタンダード」に対し、FOXニュースは「我々がやろうとしていることの安易で不正確な略語だ。形式という点では、我々はFOXに似ているが、強硬右派の偽情報フェイクニュース陰謀論から来ているという点では、FOXのようにはならない。私はジャーナリストとしての評判を築くためにあまりにも長く一生懸命働きすぎたので、その道に進むことを検討することはできなかった」と語った。BBCメディア編集長のアモル・ラジャンは、このチャンネルが明らかな右翼政治的傾向を持っていることを認めながらも、「（FOXニュースの）比較の妥当性は限られている」とも述べた。GBニュースは政治的忠誠を明確に示しておらず、イギリスのニュース放送局はOfcomから「適正な公平性」を維持するよう求められている。

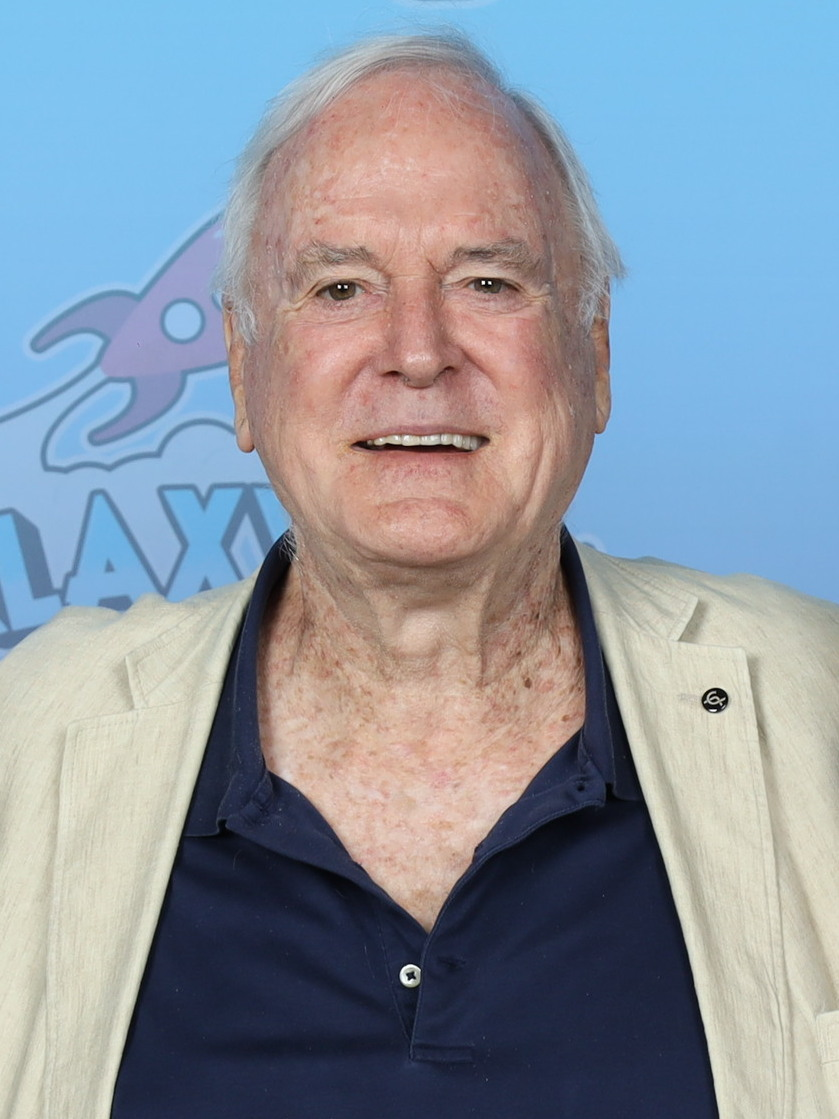
喜劇俳優のジョン・クリーズは、『ザ・ダイナソー・アワー（The Dinosaur Hour）』という自身の番組を持っている

BBCラジオ4の『ザ・メディア・ショー』の2021年3月のエピソードで、ニールは毎晩のニュース番組に「Wokewatch」や「Mediawatch」などのコーナーが含まれると述べた。朝の情報番組『ザ・グレート・ブリティッシュ・ブレックファスト（The Great British Breakfast）』は当初、FOXニュースの『フォックス&フレンズ』と同様のスタイルで共同アンカーが3人体制だったが、放送2週目から共同アンカーが2人体制に変更された。アンドリュー・ドイルがホストを務める時事番組『フリー・スピーチ・ネイション（Free Speech Nation）』は週1回放送されている。
GBニュースと、CEOのアンジェロス・フランゴプロスがかつて率いていたSky News Australiaの間でも、番組編成、形式、政治的傾向の比較が行われた。
2022年5月、GBニュース元スタッフは「ニュー・ステイツマン」に対し、ゲストが欲しくてたまらなくなり、「自分の両親をブッキングする」という手段に出たこともあったと語った。
毎週放送される話題のコメディパネル番組『ミニストリー・オブ・オフェンス（Ministry of Offence）』やコメディの新聞レビュー番組『ヘッドライナーズ（Headliners）』などのコメディ番組も制作している。
2023年7月、プレゼンターのダン・ウートンは自身の番組を利用して、自身の行為について報道で行われた疑惑について、いかなる不正行為も公に否定した。6分間のモノローグの中で、ウートンは「過去に判断を誤った」が、「私に対して行われている犯罪容疑は全くの虚偽である」と説明した。

## 反応
GBニュースは様々な反響を呼んだ。ジュディス・ウッズ（Judith Woods）は、チャンネル開局の2日後に「ザ・テレグラフ」に寄稿し、「言葉では言い表せないほど酷い、退屈で、繰り返しが多く、安っぽい」と評し、5つ星中1つと評価した。「ザ・テレグラフ」のクリス・ベニオン（Chris Bennion）は5つ星中4つと評価し、「開局の夜、不具合はあったものの、GBニュースのメッセージが大声ではっきりと伝わってきた」と書いた。ジェマイマ・ケリー（Jemima Kelly）は「フィナンシャル・タイムズ」に、「GBニュースはとても退屈で、ニュアンスに欠けていて、泣き言ばかりで、率直に言って質が低いので、実際、彼らが『目覚めた』とみなしている人々の主張に私はますます同情するようになった」と書いた。
YouGovによる2023年の世論調査では、回答者の12%がGBニュースを信頼できるニュースブランドとしてランク付けしたが、BBCは44%だった。

### 広告主の対応
放送を開始する4ヶ月前の2021年2月、圧力団体「ストップ・ファンディング・ヘイト」は、GBニュースが何を表現しているかに基づいて、広告主に対しボイコットするよう呼び掛けた。
開局後の同年6月、ボーダフォン、イケア、コッパルベリ・ブリィヤリ、グロールシュ、ニベア、Pinterest、スペックセイバーズ、オクトパス・エナジーを含むいくつかのブランドが、コンテンツに対する懸念を表明し、GBニュースでの広告を一時停止した。これらの広告の一部は、GBニュースのスケジュール中に広告のオプトアウトを通じて、スカイ・メディアによって知らないうちにブランドに代わって掲載されていた。文化大臣のオリバー・ダウデンは、ストップ・ファンディング・ヘイトと、広告ボイコットを呼びかける「声高なツイッター少数派」を批判した。
2023年11月、広告主のボイコットに応えて、3つの会員レベルを持つオンラインペイウォールを導入した。率直なアプローチで知られるGBニュースは、初年度に多額の財政的損失を被ったことと、公平性規則違反や放送規制当局であるOfcomとの衝突など継続的な論争を経て、新たな収入源を求めることを選択した。

### 視聴率、世間の反応、受賞歴
336,000人の視聴者がGBニュースの開局を視聴した。チャンネルの制作品質が低いと認識され、技術的な問題が頻繁に発生したため、この開局はすぐに嘲笑の対象となった。また、迷惑電話や、幼児向けチャンネルCBeebiesをもじった「GBeebies」などのギャグ名を含む、多くのいたずらの対象となった。
チャンネル開局後は視聴率が低迷した。開局から1ヶ月後、1日あたりの視聴者数は100万人強にとどまり、Sky Newsの250～300万人を下回った。その後、視聴者数はさらに減少し、7月14日には非常に低くなり、視聴率測定委員会BARBによって同日少なくとも2回はゼロと報告された。これは、プレゼンターの一人であるグト・ハリがサッカーイングランド代表に連帯して放送中に膝をついたことを受けて、常連の視聴者がボイコットしたことが原因とされている。GBニュースはこの出来事を「我々の基準に対する容認できない違反」として同プレゼンターを停職処分にした。ハリは後にチャンネルから永久に離脱したことを認めた。7月19日のナイジェル・ファラージの番組の最初の放送回は、平均10万人の視聴者を集めた。
開局から7週間後の2021年8月、イアン・バレル（Ian Burrell）は「イブニング・スタンダード」に、「このチャンネルは冷やかされたり無視されたりしているが、批評家は何かに慣れる必要がある。GBニュースはなくなるわけではない」と書いた。
「デイリー・テレグラフ」は2021年10月、「ナイジェル・ファラージは依然としてこの放送局の最大の魅力であり、チャンネルの視聴者数の殆どが依然として3万人を下回る中、5万人から8万人の視聴者を集めている」と報じた。同年12月の「デイリー・テレグラフ」の報道によると、ファラージの夜の番組は定期的に約15万人の視聴者を獲得しているという。2022年2月、「プレス・ガゼット（Press Gazette）」は、他のチャンネルと比較したGBニュースの視聴者とソーシャルフォローに関する統計を含む記事を掲載した。記事は、GBニュースの4週間の視聴者数が2021年11月の最低点と比較して、1月初旬には僅かに増加して220万人になったと指摘した。
2022年5月、ラジオ・ジョイント・オーディエンス・リサーチ・リミテッド（RAJAR）が発表した数字によると、GBニュースラジオは放送開始から最初の3ヶ月間で平均239,000人の聴取者を獲得した。同年第2四半期のRAJARの統計によると、同チャンネルの聴取者数はさらに16%増加して277,000人となり、イギリスで2番目に急成長しているラジオチャンネル（BBCワールドサービスに次いで）となっている。その後、7月から9月にかけて、GBニュースラジオの毎週の視聴者数は50%増加して415,000人になり、この期間に視聴者を増やした唯一のニュースラジオチャンネルであると報告された。
市場調査会社サヴァンタがイギリスの消費者4万5000人を対象に行った年次世論調査によると、2022年にGBニュースは「ガーディアン」と「メトロ」に次いで国内で3番目に「最も愛されている」ニュースブランドとなった。2023年5月の調査では、「ガーディアン」や「ザ・サン」を抑え、イギリスで最も愛されているニュースブランドにランクインした。サヴァンタは、GBニュースの高いランキングは「マーマイト」としてのアピールの結果であり、熱心な視聴者がチャンネルに対して異常なほど好意的であると説明した。また、「主流メディアは信頼できないという特定の層の信念を利用している」と説明した。
2022年12月、「プレス・ガゼット」は、GBニュースが30日間のプライムタイムの視聴者数でSky Newsを上回り、視聴者数が5万7107人、Skyの5万2230人を上回ったと報じた。終日視聴者数ではSky Newsに後れをとったが、プライムタイムの視聴者数は2021年の同時期と比較して48％増加を記録した。記事はフランゴプロスがスタッフに送ったクリスマスメモの内容も引用しており、「あなたたちは僅か18ヶ月で、イギリスで最も視聴されている商業ニュースチャンネルとしてのSky Newsの33年間の議論の余地のない統治に終止符を打つためにチームとして働いた」と述べた。フランゴプロスは、BARBの統計によると、最も急速に成長している地域は、北東部（これまで第4四半期で17%増）、北西部（14%増）、ヨークシャー（12%増）のレッドウォール地域であることが示されたと付け加えた。
2023年6月のTRIC賞では、GBニュースの番組『ブレックファスト』がマルチチャンネル・ニュース・プログラム（Multichannel News Programme）賞を受賞し、ナイジェル・ファラージがニュースプレゼンター（News Presenter）賞を受賞した。ファラージは受賞スピーチ中に一部の聴衆からブーイングを浴びた。このイベントは、GBニュースと企業及び他のいくつかのメディア組織によって後援された。

### 批判
イギリス・ユダヤ人代表者委員会と反ユダヤ主義に反対する全党議員団は、GBニュースの放送が「陰謀的な反ユダヤ主義やその他の誤った情報」を促進していると感じているとして批判し、特にニール・オリバーの放送の一部に注目した。ブロードキャスターのインディア・ウィロビーなどの人物から、トランスジェンダーの人々を「悪者扱いしている」と非難されている。
「PinkNews」と「ジ・アーガス」は、ソーシャルメディアユーザーが、2023年3月11日に放送されたBBC『マッチ・オブ・ザ・デイ』の「代替」番組を、ブライトンとそのLGBTQ+コミュニティを嘲笑しているため同性愛嫌悪的であると批判したと報じた。「ザ・テレグラフ」のアラン・タイアーズ（Alan Tyers）は、この番組を「狂気の乱痴気騒ぎ」と評した。Ofcomはこのコーナーに関して222件の苦情を受け取ったが、この事件については調査しないことを決定した。
2023年10月のガザ・イスラエル戦争を報道する際、ナナ・アクアによって多くの親ハマステログループのメッセージが放送で読み上げられた。GBニュースは放送について謝罪し、テロ対策警察が映像を精査していることを認めた。

## Ofcomの調査

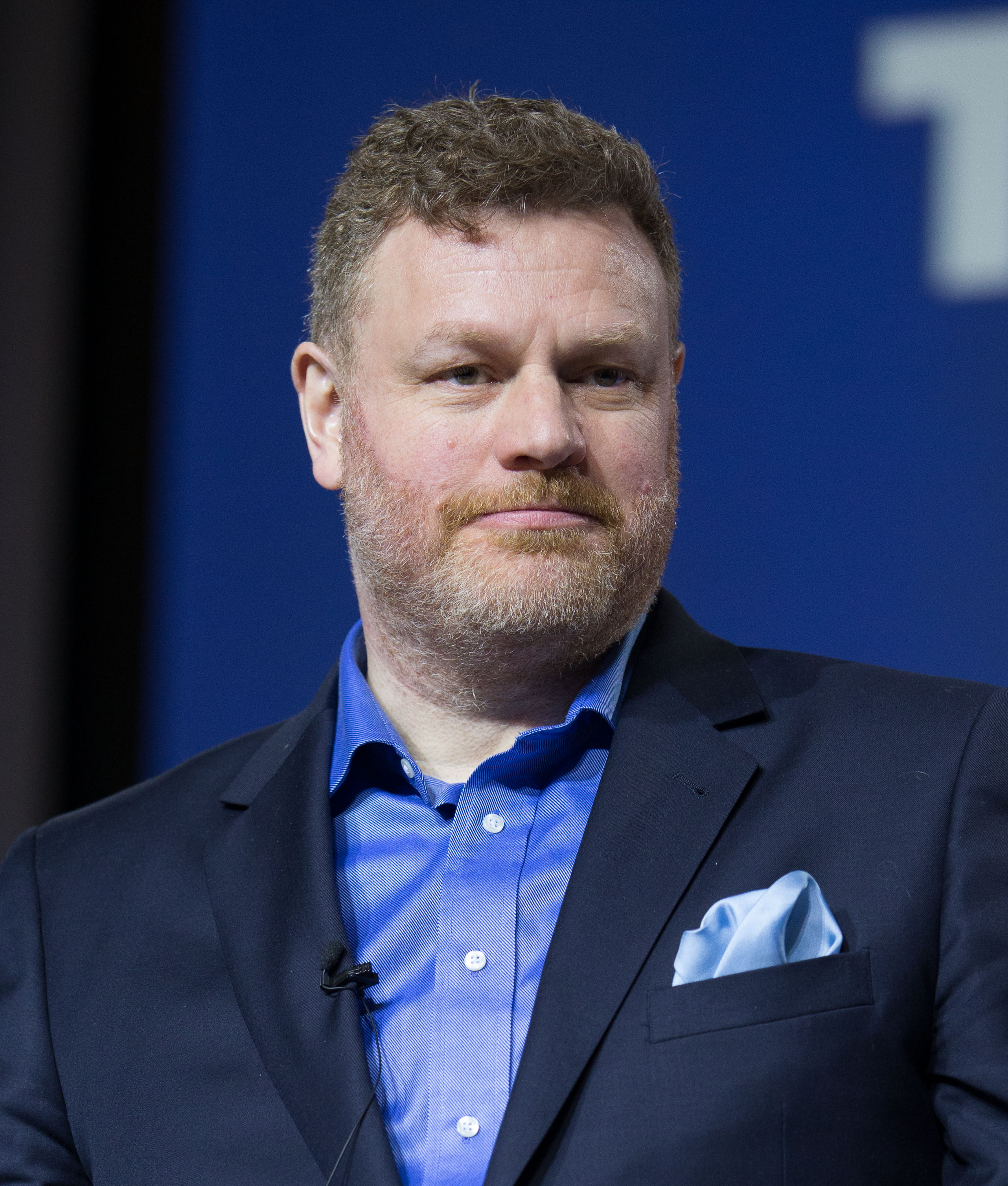
マーク・スタインの特集のうち2つが、新型コロナウイルス感染症（COVID-19）に関する誤った情報に関する基準に違反した

GBニュースの最初の1年以内に、Ofcomはその放送に対して5つの個別の調査を開始するよう促された。2023年5月現在、番組に関する苦情は開始以来4,500件以上がOfcomに提出されている。
Ofcomは、『トゥナイト・ライブ・ウィズ・ダン・ウートン（Tonight Live with Dan Wootton）』初日の夜に行われたモノローグに関連する苦情を373件受け取った。その中でウートンはイギリス政府による新型コロナウイルス感染症（COVID-19）関連のロックダウンの延長に反対していた。Ofcomは、いずれの苦情も追及しないことを決定し、広報担当者は「当社の規則では、新型コロナウイルスへの対応を巡る厳格な議論が認められており、表現の自由の権利と一致している」と述べた。
さらに、TalkTVとGBニュースの両方に政治家が流入したことを受けて、政治家が番組のプレゼンターを務めることに関する規則について公的にコメントし、明確化した。
2023年10月現在、GBニュースが6件のライセンス違反をしたことを発見し、そのうち5件は「重大」とみなされたが、規制当局は罰金や放送上の釈明の要求などの制裁を課さなかった。さらに14件の調査がまだ進行中である。

### 規約違反
2022年11月7日、OfcomはGBニュースに対する最初の調査結果を発表し、同年3月2日の『トゥ・ザ・ポイント』の放送回でラジオライセンスに違反したと結論づけた。アーディントン補欠選挙を報道したGBニュースは、規約の規則6.8から6.12で要求されている全ての候補者をリストした図を表示した。しかし、プレゼンターはリスト全体を読み上げるのではなく、ラジオの同時放送でリスナーにリストがソーシャルメディアで入手できることをアドバイスした。したがって、規則6.10で要求されているように、チャンネルの音声同時放送では全ての候補者の名前が完全には読み上げられなかった。OfcomはGBニュースに対して何も制裁を加えていない。
2023年3月6日、2022年4月21日に放送された番組『マーク・スタイン（Mark Steyn）』が、新型コロナウイルス感染症（COVID-19）に関する公式データの重大な誤解を招く解釈という放送規則に違反していることを発見したと発表した。2023年2月、スタインはウェブサイトで、自身の番組が打ち切りとなり、GBニュースからオファーがあったことを明らかにしたが、それは自身の「放送上の言論の自由の権利」を失うことになるため、「断らなければならなかった」と述べた。
2023年5月9日、マーク・スタインが2022年10月4日に基準に違反したことを発見した。同年10月4日のスタインの番組に対する捜査は、反ワクチンの誤った情報を広めたとして以前にツイッターからアカウント停止措置を受けたナオミ・ウルフのコメントに関連していた。制裁は課されなかったが、調査を受けてOfcomは「コンプライアンスへのアプローチについて話し合う」ため、GBニュースとの会合を設定した。
2023年4月、エスター・マクヴェイとフィリップ・デイビスの2人の保守党議員がホストを務めた3月11日の番組放送中に公平性規則に違反した可能性に関する調査を開始し、同番組では同じ保守党議員の財務大臣ジェレミー・ハントに当時差し迫った春予算についてインタビューした。同番組は5ヶ月後にOfcomによって規制に違反していることが確認された。
Ofcomは、マーティン・ドーブニー（Martin Daubney）を特集した6月16日の放送が、移民についてリチャード・タイスにインタビューした際に正当な公平性規則に違反したと判断したが、それ以上の制裁は課さなかった。これに対し、GBニュースは内容が法令に準拠していないことを認め、「（当社スタッフは）この放送で提起された問題に焦点を当てたさらなる研修を受ける」と述べた。
2023年12月、Ofcomは、GBニュースがブランドキャンペーン「Don't Kill Cash」を宣伝した同年7月7日の『ザ・ライブ・デスク（The Live Desk』の放送回で公平性規則に違反したとの判決を下した。
2024年3月18日、Ofcomは、2023年5月と6月に放送された『Jacob Rees-Mogg's State Of The Nation（ジェイコブ・リース＝モグズ・ステート・オブ・ザ・ネイション）』の2つの放送回、『Friday Morning With Esther And Phil（フライデー・モーニング・ウィズ・エスター・アンド・フィル）』の2つの放送回、『Saturday Morning With Esther And Phil（サタデー・モーニング・ウィズ・エスター・アンド・フィル）』の1つの放送回が、例外的に編集上の正当な理由がない限り、政治家はニュースリーダー、ニュースインタビュアー、またはニュースリポーターになることができないと規定する放送法（Broadcasting Code）規則5.1及び5.3を遵守していないとの判決を下した。

### その他の調査

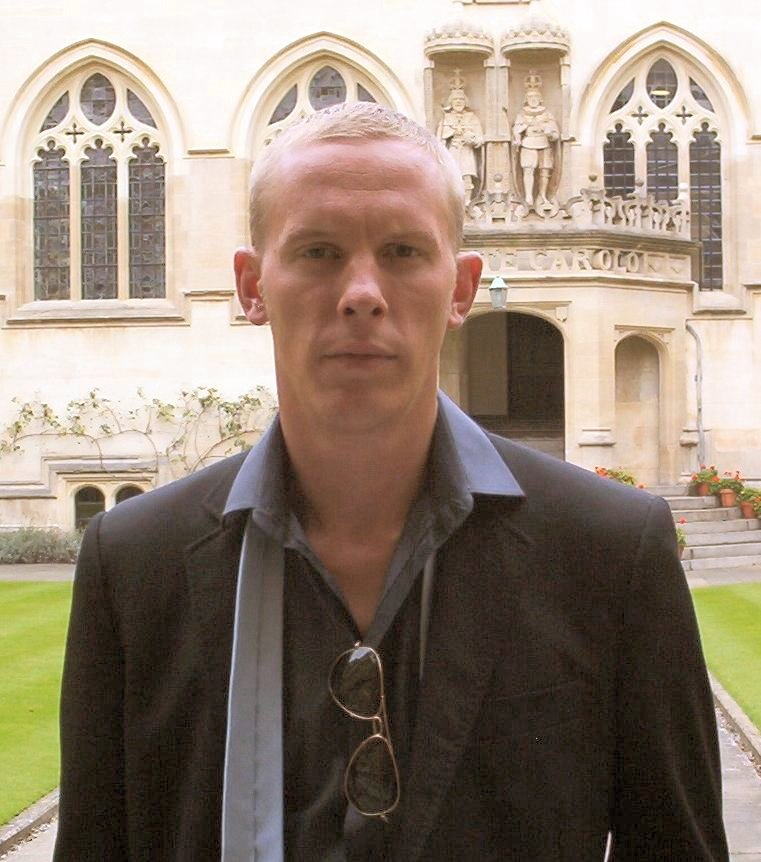
GBニュースで放送された女性蔑視のコメントにより、ダン・ウートンの停職、ローレンス・フォックス（写真）とカルビン・ロビンソンの解雇につながった

2022年4月4日の放送は、ウクライナにおけるロシアの戦争犯罪に関する「公平性」規定に違反する可能性があるとして捜査されたが、無罪となった。ファラージの2021年8月23日の放送は「攻撃的な言葉」の疑いで調査されたが、後に規制当局によって許可された。
2023年7月、Ofcomは保守党議員のリース＝モグの放送に関して、政治家がニュースリーダーを務めることを妨げる規則に違反した可能性があるとして調査を開始した。翌月にはさらに4件の調査が開始された。
2023年9月27日、GBニュースはローレンス・フォックスとダン・ウートンを停職処分にし、前夜に放送された女性ジャーナリストに関する「全く容認できない」女性蔑視コメントについて内部調査を開始した。Ofcomはまた、7,300件以上の苦情を受けて、この事件の調査を開始した。MailOnlineでのウートンのコラムはかつて、「一連の疑惑」に関して一時停止されていたが、DMGメディアは「この週の出来事を受けて」（GBニュースでの事件に関して）契約を解除したと発表した。チャンネルでのコメントを支持して、カルビン・ロビンソンは、ウートンなしではウートンの予定されていた番組に出演しないだろうと述べた。ロビンソンは9月29日に停職処分を受けた。最高経営責任者のアンジェロス・フランゴプロスはコメントを「ぞっとする」と述べた。翌週、ローレンス・フォックスとカルビン・ロビンソンは解雇された。
Ofcomは、リー・アンダーソンが同じ保守党員のスエラ・ブレイバーマン（Suella Braverman）にインタビューした9月29日の放送について、1,697件の苦情があったため、完全な公平性調査を行わないことを決定した。10月23日、6月23日放送の『フライデー・モーニング・ウィズ・エスター・アンド・フィリップ（Friday Morning with Esther and Philip）』について調査を開始すると発表した。

## 放送スタッフ
プレゼンター
- ナナ・アクア（英語版）
- リー・アンダーソン（英語版）
- パトリック・クリスティーズ（英語版）
- ジョン・クリーズ
- フィリップ・デイビス（英語版）
- グロリア・デ・ピエロ（英語版）
- ミシェル・デューベリー（英語版）
- アン・ダイアモンド（英語版）
- スティーブン・ディクソン（英語版）
- マーク・ドーラン（英語版）
- アンドリュー・ドイル（英語版）
- サイモン・エヴァンス（英語版）
- ナイジェル・ファラージ
- アーリーン・フォスター（英語版）
- ダレン・グライムス（英語版）
- リアム・ハリガン（英語版）
- トム・ハーウッド（英語版）
- イーモン・ホームズ（英語版）
- ボリス・ジョンソン
- レオ・カース（英語版）
- エスター・マクヴェイ
- ニール・オリバー（英語版）
- アンドリュー・ピアース（英語版）
- マイケル・ポーティージョ（英語版）
- ジェイコブ・リース＝モグ
- リチャード・タイス（英語版）
- カミラ・トミニー（英語版）
- ピップ・トムソン（英語版）
- ビバリー・ターナー（英語版）
- イザベル・ウェブスター（英語版）
- ダン・ウートン（英語版）（停職中）

リポーター/編集長
- リアム・ハリガン（英語版）
- トム・ハーウッド（英語版）
- クリストファー・ホープ（英語版）

過去の放送スタッフ
- コリン・ブレイジャー（英語版）
- トニア・バクストン（英語版）
- デヘナ・デイビソン（英語版）
- キャロライン・フリント（英語版）
- ローレンス・フォックス
- イナヤ・フォラリン・イマン（英語版）
- ドミニク・フリスビー（英語版）
- カースティ・ギャラッシャー（英語版）
- グト・ハリ（英語版）
- マーク・ロングハースト（英語版）
- サイモン・マッコイ（英語版）
- マーシー・ムロキ（英語版）
- アンドリュー・ニール（英語版）
- イザベル・オークショット（英語版）
- アレックス・フィリップス（英語版）
- カルビン・ロビンソン（英語版）
- アラステア・スチュワート（英語版）
- マーク・スタイン（英語版）